# 地面 (お笑い)
地面（じめん）は、かつてプロダクション人力舎で活動していたお笑いコンビ。2016年解散。

## メンバー
真崎 凌平（まさき りょうへい、1995年2月8日（30歳）- ）ボケ担当
- 千葉県松戸市出身。
- 身長167cm、93kg。血液型はA型。
- 解散後は芸人を引退。

志村 知大（しむら ともひろ、1994年12月4日（30歳）- ）ツッコミ担当
- 神奈川県相模原市出身。
- 身長183cm、75kg。血液型はB型。
- 解散後は、2016年に戸間替一樹（元とまくま）・服部佑哉（元ガントレット）とトリオ「ダンディーベイビー」として活動[1]。
- 2019年、両角708（元イヌズキ）とコンビ「オールオッケー」を結成し、芸名を「シムラ」に改名[2][3]。2021年12月24日、相方である両角708・玉遥香（ターリーターキー）・内田圭治郎（元翳りゆく部屋）の公式stand.fm「居間でしょ!」にて、オールオッケーの解散が発表された[4]。その後は芸人を引退。

## 略歴・芸風
2013年、プロダクション人力舎が運営する養成所スクールJCAの22期生として入学。翌年の2014年も養成所に2年目として残り、23期生という形で少し遅れてJCAプロモーションへ昇格。主に漫才を行っていたが、2016年に解散を発表した。

## 賞レース戦績
- 2014年 キングオブコント 1回戦敗退
- 2015年 キングオブコント 1回戦敗退
- 2015年 M-1グランプリ 1回戦敗退

## 出演

### ライブ
- バカ爆走!（事務所ライブ、新宿Fu-）
- 23期生同期ライブ「ロワイヤル」